# Ukkapirmas
Ockopirmus, Ukkapirmas (prus.) – według Hieronima Maleckiego bóg nieba i gwiazd, względnie nieba i ziemi, utożsamiany z Saturnem. Epitet najwyższego boga nieba Dievsa, oznaczający dosłownie - Pierwszy ze wszystkich.